# Думитрены
Думитрены также Думитрень (рум. Dumitreni) — село в Флорештском районе Молдавии. Наряду с сёлами Алексеевка, Кириловка и Новые Радуляны входит в состав коммуны Алексеевка.

## История
В Молдавской ССР село носило название Дмитриевка.

## География
Село расположено на высоте 156 метров над уровнем моря.

## Население
По данным переписи населения 2004 года, в селе Думитрень проживает 585 человек (286 мужчин, 299 женщин).
Этнический состав села:
| Национальность | Число жителей | Процентный состав |
| -------------- | ------------- | ----------------- |
| молдаване      | 572           | 97,78             |
| украинцы       | 9             | 1,54              |
| русские        | 2             | 0,34              |
| румыны         | 1             | 0,17              |
| прочие         | 1             | 0,17              |
| Всего          | 585           | 100 %             |

## Известные уроженцы
- Валерий Плешка — молдавский политик, министр обороны Молдавии (2004—2007).